# Cimolesta
A Cimolesta az emlősök (Mammalia) osztályába és az Eutheria csoportba tartozó fosszilis rend.

## Leírása
A korábbi elképzelések szerint ez az emlősrend a méhlepényesek (Placentalia) egyik kezdetleges ága volt, melyből később kifejlődtek a mai tobzoskák (Pholidota), Creodonták és a modern ragadozók (Carnivora). Az újabb kutatások azonban bebizonyították, hogy ez az állatcsoport nem is igazi méhlepényes, tehát nem adhatott életet az előbb felsorolt emlősrendeknek, sőt manapság nincs egyetlen leszármazottja sem.
Az ide tartozó Pantolesta alrend fogazata és koponyája nagyon hasonlít a tobzoskákéra és a ptolemaiidákéra, emiatt a tudósok sokáig a Cimolesta rendbe helyezték. Ha ezt a feltételezést bebizonyították volna, akkor a rend időbeli elterjedése a késő kréta korszaktól a miocénkor elejéig terjedt volna, amikor is Kelet-Afrikában az utolsó Ptolemaiida, a Kelba quadeemae nevű állat kihalt.

## Rendszerezés
A rendbe az alábbi 6 alrend, 13 család és 20 nem tartozik:
- Apatotheria
  - Apatemyidae
    - Heterohyus
- Didelphodonta
  - Cimolestidae
    - Betonnia
    - Chacopterygus
    - Cimolestes
    - Maelestes
- Pantodonta
  - Barylambdidae
    - Barylambda

  - Coryphodontidae
    - Coryphodon
    - Hypercoryphodon

  - Pantolambdidae
    - Pantolambda

  - Titanoideidae
    - Titanoides
- Pantolesta
  - Paroxyclaenidae
    - Kopidodon

  - Pantolestidae
    - Bisonalveus
    - Buxolestes
    - Palaeospinopa
- Taeniodonta
  - Stylinodontidae
    - Schochia
    - Psittacotherium
    - Stylinodon
- Tillodontia
  - Esthonychidae
    - Trogosus
- Bizonytalan helyzetűek (az alábbi családok és nemek vagy határozatlan alrendbe tartoznak, vagy az ide tartozásuk még nincs bebizonyítva):
  - Ernanodontidae?
    - Ernanodon

  - Ptolemaiidae?
  - Palaeoryctidae
    - Palaeoryctes

### Fordítás
- Ez a szócikk részben vagy egészben  a   Cimolesta című angol Wikipédia-szócikk ezen változatának fordításán alapul.  Az eredeti cikk szerkesztőit annak laptörténete sorolja fel. Ez a jelzés csupán a megfogalmazás eredetét és a szerzői jogokat jelzi, nem szolgál a cikkben szereplő információk forrásmegjelöléseként.